# Genti Gjondedaj
Gentian Gjondedaj (Tirana, 23 giugno 1980) è un ex calciatore albanese, di ruolo centrocampista.

## Carriera

### Nazionale
Ha collezionato 3 presenze con la Nazionale albanese Under-21.